# Aedes arboricola
Aedes arboricola é um espécie de mosquito do género Aedes, pertencente à família Culicidae.